# Lliga francesa d'handbol masculina
La Division 1 és la màxima categoria de la Lliga francesa d'handbol, la qual es disputa des de la temporada 1953/53 i actualment la disputen 14 equips, essent el dominador històric de la competició el Montpellier HB amb 12 títols.

## Palmarès
- 14 títols : Montpellier HB
- 8 títols : US Ivry
- 6 títols : Stella Saint-Maur
- 5 títols : USM Gagny i SMUC Marseille
- 4 títols : Paris UC, USAM Nîmes, Paris Saint-Germain Handball
- 2 títols : ASPP Paris Handball, ASPOM Bordeaux i OM Vitrolles
- 1 títol : Villemomble Handball, AS Mulhouse, Bataillon de Joinville, Cercle Sportif Laïc Dijon, RC Strasbourg, US Créteil, Vénissieux i Chambéry-Savoie HB, Dunkerque HGL

## Historial
- 1953 Villemomble Handball
- 1954 ASPP Paris Handball
- 1955 ASPP Paris Handball
- 1956 Paris UC
- 1957 ASPOM Bordeaux
- 1958 ASPOM Bordeaux
- 1959 Paris UC
- 1960 AS Mulhouse
- 1961 Bataillon de Joinville
- 1962 Paris UC
- 1963 US Ivry
- 1964 US Ivry
- 1965 SMUC Marseille
- 1966 US Ivry
- 1967 SMUC Marseille
- 1968 Stella Saint-Maur
- 1969 SMUC Marseille
- 1970 US Ivry
- 1971 US Ivry
- 1972 Stella Saint-Maur
- 1973 Cercle Sportif Laïc Dijon
- 1974 Paris UC
- 1975 SMUC Marseille
- 1976 Stella Saint-Maur
- 1977 RC Strasbourg
- 1978 Stella Saint-Maur
- 1979 Stella Saint-Maur
- 1980 Stella Saint-Maur
- 1981 USM Gagny
- 1982 USM Gagny
- 1983 US Ivry
- 1984 SMUC Marseille
- 1985 USM Gagny
- 1986 USM Gagny
- 1987 USM Gagny
- 1988 USAM Nîmes
- 1989 US Créteil
- 1990 USAM Nîmes
- 1991 USAM Nîmes
- 1992 Vénissieux
- 1993 USAM Nîmes
- 1994 OM Vitrolles
- 1995 Montpellier HB
- 1996 OM Vitrolles
- 1997 US Ivry
- 1998 Montpellier HB
- 1999 Montpellier HB
- 2000 Montpellier HB
- 2001 Chambéry-Savoie HB
- 2002 Montpellier HB
- 2003 Montpellier HB
- 2004 Montpellier HB
- 2005 Montpellier HB
- 2006 Montpellier HB
- 2007 US Ivry
- 2008 Montpellier HB
- 2009 Montpellier HB
- 2010 Montpellier HB
- 2011 Montpellier HB
- 2012 Montpellier HB
- 2013 Paris Saint-Germain Handball
- 2014 Dunkerque HGL
- 2015 Paris Saint-Germain Handball
- 2016 Paris Saint-Germain Handball
- 2017 Paris Saint-Germain Handball